# Конвой № 3128
Конвой № 3128 — японський конвой часів Другої світової війни, проведення якого відбувалось у листопаді — грудні 1943 року.
Пунктом призначення конвою був атол Трук (Чуук) у центральній частині Каролінських островів, де ще до війни створили потужну базу японського ВМФ, з якої до лютого 1944 року провадились операції в цілому ряді архіпелагів. Вихідним пунктом став розташований у Токійській затоці порт Йокосука (саме звідси традиційно вирушала більшість конвоїв на Трук).
До складу конвою увійшли транспорти «Кенрю-Мару», «Рейо-Мару» (Reiyo Maru), «Нагісан-Мару», «Паран-Мару», «Сьохо-Мару» (Shoho Maru) і «Харуна-Мару». Охорону забезпечували кайбокан (фрегат) «Фукує» та переобладнаний канонерський човен «Чоун-Мару», а на початковій ділянці також допоміжний мисливець за підводними човнами CHa-61.
Загін вийшов із порту 28 листопада 1943 року, а вже вранці 29 листопада поблизу острова Хатідзьо (острови Ідзу) «Кенрю-Мару» був торпедований USS Snapper. Судно осіло носом, на ньому виникла сильна пожежа, після чого екіпаж полишив корабель (утім, четверо моряків загинули). Певний час «Кенрю-Мару» ще протрималось на воді, але 30 листопада все ж затонуло.
Надалі охорону № 3128 підсилив переобладнаний канонерський човен «Чоан-Мару № 2 Го», який вийшов із Йокосуки кількома днями раніше разом із конвоєм № 3123, але 28 листопада 1943 року відокремився від нього та попрямував назад.
1 грудня 1943 року конвой № 3128 зайшов на Тітідзіму (острови Оґасавара), звідки рушив далі через два дні. Наступну зупинку загін зробив на Сайпані (Маріанські острови), де ескорт підсилили есмінцем «Оіте» (до того рухався з раніше згаданим конвоєм № 3123, який на той час втратив від атак підводних човнів 4 із 5 транспортів). 6 грудня конвой розпочав останній перехід та 12 грудня прибув на Трук.